# Narečna književnost
Narečna književnost je avtorsko leposlovje v narečju kakega od knjižnih jezikov. 
Po strožjih kriterijih sodijo vanjo samo dela, nastala po normiranju knjižnega standarda, v širšem smislu pa tudi ustna književnost oz. slovstvena folklora iz časov pred oblikovanjem knjižne norme. Ker je eno izmed pomembnih določil narečja to, da se ne piše, ampak v glavnem samo govori, je izraz narečna književnost v tem pomenu kontradiktoren izraz in ga ustrezneje nadomešča izraz narečno slovstvo. Leposlovna dela pokrajinske oz. domačijske literature, ki posežejo po dialektu samo za karakterizacijo posameznih oseb v dialogih ali monologih, niso narečna književnost. Narečna književnost ni samostojna in enakovredna nacionalnim književnostim, ampak je njihov del. Poseben status ima književnost v regionalnih jezikih, ki so si pridobili status samostojnih jezikov (npr. provansalska, Plattdeutsch). 

## Književnost v narečjih evropskih jezikov
K nastanku narečne književnosti prispeva odsotnost centralizma nacionalne države, odsotnost skupnega kulturnega središča, upravna razdeljenost oz. regionalistična kulturna tradicija. Angleška, francoska in srbska književnost npr. nimajo narečne književnosti, poznajo pa jo nemška, italijanska, ameriška, hrvaška idr. Uporaba dialekta se povezuje tako s konservativnim (npr. Umberto Bossi, ki uporablja lombardščino, furlanski pesnik Biagio Marin pred drugo svetovno vojno) kot levim nazorskim zaledjem (Miroslav Krleža). Čeprav se pavšalno domneva, da so globalizacijski procesi dialektom sovražni, jih globalizacijska orodja, kot je Wikipedija, pravzaprav podpirajo. Med 270 jeziki na Wikipediji je nezanemarljiv delež takih, ki so bili pravzaprav narečja in jih je Wikipedija revitalizirala in emancipirala. 
Pod hrvaško narečno književnostjo razumemo besedila v čakavščini in kajkavščini, ne pa besedil v štokavščini, ki je prevzela status knjižnega standarda. Poznani hrvaški narečni pesniki 20. stoletja so Antun Gustav Matoš, Vladimir Nazor, Miroslav Krleža in Tin Ujević; za največjo umetnino pa veljajo Krleževe Balade Petrice Kerempuha (1936). Ta literatura je socialnouporniško intonirana, avtorji pa so pisali zraven še v knjižnem jeziku. Največ je poezije, manj pa drame in proze.
- Kajkavska književnost (hrv. kajkavsko narječje): Fran Galović, Dragutin Domjanić, Tomislav Prpić, Nikola Pavić, Ivan Goran Kovačić, Karlovčan, revija Kaj (Zagreb).
- Čakavska književnost (hrv. čakavsko narječje): Pere Ljubić, Drago Gervais, Mate Balota, Jure Franičević - Ploćar, Šime Vučetić, Drago Ivanišević, revija Dometi (Reka).

Nemška narečna književnost. Nemci vanjo prištevajo tudi pravljice, pregovore, zavozlanke (Zungenbrecher), uganke, odštevanke ipd. Večinoma gre za poezijo in dramo, tj. ljudski oder, pa tudi književnosti drugih nacionalnih manjšin, Sorbov (20.000), Dancev (20.000), Severnih Frizijcev (10.000). Federalistična ureditev nemških dežel je bila narečnim književnostim naklonjena. 
- Avstrijska, bavarska, alzaška književnost in književnost dežele Baden-Württemberg: Konrad Grübel, Johann Peter Hebel, Josef Anton Stranitzky so v glavnem le dialektalno barvali besedila, napisana v standardni nemščini. Z narečnim govorom so karikirali nižje neizobražene sloje.
- Švicarskonemška književnost v 20. stol.: Paul Haller, Johan Peter Hebel, Basel: Ida Schweizer-Buser, Helene Bossert, Elisabeth Thommen, Margaretha Schwab-Plüss, Pauline Müller-Düblin, Emil Schreiber.
- Iz svojega narečja so črpali še Andreas Gryphius in Gerhard Hauptman (šlezijsko), Hermann Wäschke (Anhalt), Theodor Storm (spodnjenemško) in Willi Ostermann (Kölsch 'kölnsko').

Narečna književnost v Španiji. Zaradi spodletelih centralističnih teženj po francoskem zgledu so bila narečja v Španiji zapostavljena. Emancipirala so se z zahtevami po statusu samostojnih regionalnih jezikov. Španija ima normirane in uradne regionalne jezike: katalonski ali valencijski z 8.000.000 govorcev, galicijski (2.000.000), baskovski (700.000), asturski (450.000), aragonski (12.000), aranezijski ali okcitanski (4000), ki skupaj zajemajo kar 24 % populacije. Galicijščina in baskovščina sta literaturo dobili šele v 19. stol., španščina in katalonščina pa v 12. in 13. stol.
Ameriška narečna književnost: Sherwood Bonner's Dialect Tales (1884), Kate Chopin, Bayou Folk, George Higby Throop, Bertie: or, Life in the Old Field. A Humorous Novel, Francis Hopkinson Smith, Colonel Carter of Cartersville, M. E. M. Davis (Mollie Evelyn Moore), An Elephant's Track and Other Stories.

## Slovenska narečna književnost
Slovensko literarno sceno je od srede 19. stoletja do konca prve svetovne vojne določal načrt zedinjenja upravno ločenih regij, k čemur naj bi prispevala tudi literarna produkcija v standardnem knjižnem jeziku. Poglavitni cilji tega političnega koncepta so se uresničili z razpadom Avstro-Ogrske in vključitvijo slovenskih dežel v Jugoslavijo, kar je odpravilo skrbi zaradi nemške kulturne dominacije; zunaj Jugoslavije pa je ostala cela Primorska. Najbolj izrazita pokrajinska povest je od 20. let 20. stoletja dalje nastajala prav tam in v drugih obrobnih pokrajinah, ki so se na ta način uveljavljale v zavesti centra in ohranjale stik z njim. Slovenska regionalna literatura ni prispevala k drobitvi nacionalnega prostora, ampak nasprotno: regionalizem v literaturi je bil izraz stremljenja k zedinjenemu slovenstvu. 
Pokrajinska povest in pokrajinsko prepoznavna literatura vendarle ni bila napisana v narečju, ampak so avtorji besedila le narečno barvali z uporabo posameznih lokalnih izrazov in knjigam včasih na koncu oz. v periodiki pod črto dodajali razlagalne slovarčke. Iz časa pred razcvetom pokrajinske povesti sta po dialektalnih izrazih zadržano posegala npr. Ivan Lah (Uporniki, 1906) in Ivan Tavčar (Cvetje v jeseni, 1917), pozneje pa Miško Kranjec, Prežihov Voranc, Ivan Matičič (Moč zemlje, 1931; Koroška), France Bevk (Vedomec, 1931, Iskra pod pepelom, 1956), Ivan Potrč (Sin, 1937), Edo Deržaj (Pod špiki, 1940), Stanko Kociper (Goričanec, 1942), Lojze Zupanc (Mlini stoje, 1945), Alojz Gradnik (Primorski soneti, 1952), Metod Turnšek (Stoji na rebri grad, 1956, Božja planina, 1965), Florjan Lipuš, (Stesnitev, 1997), Matej Krajnc (Requiem za gospo Goršičevo, 2009). 
Do zapisa in natisa celotnih narečnih besedil je prihajalo iz jezikoslovnih in etnoloških razlogov (npr. v zbirki Glasovi, ki zajema narečno prozno ustno slovstvo), razen na skrajnem vzhodu in zahodu (v Prekmurju, Porabju, Benečiji in Reziji), kjer jih je mogoče razumeti v okviru prizadevanja po ohranitvi starejše samostojne literarne tradicije oziroma v okviru prizadevanja za jezikovno, literarno in kulturno osamosvojitev. Bibliografija dokumentira izhajanje narečnih besedil šele v zadnjih desetletjih, pa še tu gre v opazni meri za samozaložniška podjetja. 
Močno prevladujejo vpisi besedil v beneškoslovenskem narečju, med njimi so tudi drame in prevodi; v bližino spadajo še knjige iz Istre in Krasa ter Rezije. Vzhodnoslovenska narečja so zastopana s prekmurskimi, prleškimi in porabskimi knjigami ter s knjigami iz Slovenskih goric. Narečnih knjig iz drugih pokrajin je manj: Gorenjska, Koroška, Bela krajina, Gorski Kotar, Cerkno, Dolenjska. Največ je narečne poezije in proze, manj je drame, kratke proze in romana. 

### Narečna književnost v Prekmurju in Porabju
Prekmurski jezik in književnost je dokaj razvita in je najbogatejša pokrajinska književnost v Sloveniji. V primerjavi z drugimi slovenskimi narečji ima starinsko osnovo in bogat besedni zaklad, ki je navezan na panonsko starocerkvenoslovansko tradicijo. Prekmurščina je bila že v 18. stoletju kodificirana kot knjižni jezik, ta knjižna norma pa je bila ohranjena do konca druge svetovne vojne, zato je skladenjsko razvita, bolj kot druga slovenska narečja. Sodobni avtorji prekmurščine skrbijo nanjo z razvnovrstmi deli, zaradi tega jo še vedno lahko imamo za knjižni jezik.

#### Romani
- Jože Ftičar, Za nápršnjek vedríne. Murska Sobota, 2004. (COBISS)
- Matija Balažic, Na križpotju življenja, Murska Sobota, 2005. (COBISS)
- Francek Mukič, Garaboncijaš: Porabska legenda. Murska Sobota, 2005. (COBISS)
- Francek Mukič, Vtrgnjene korenjé. Murska Sobota, 2010. (COBISS)
- Dušan Šarotar, Ostani z mano, duša moja = Ostani z menov, düša moja: Roman (prestavitev v porabščino Milan Vincetič, Marijana Sukič), 2011. (COBISS)
- Štefan Kardoš, Zajčev sled = Zavčeva slejd, 2012.
- Bea Baboš Logar, Spominke = Spoumenke, 2013.
- Antoine de Saint-Exupéry: Mali kralič (Mali princ), prev. Akoš Dončec, 2018. (COBISS)
- Štefan Kardoš: Stric Geza gre v Zaturce = Geza bači dé v Zaturce. Murska Sobota, 2018.  (COBISS)

Gl. tudi knjižno zbirko Med Rabo in Muro.

#### Kratka proza
- Gašper Križnik: Slovenske pripovedke iz Motnika. Celovec, 1874.
- Irena Barber, Trnova paut: Pripovesti pa zgodbe. Zveza Slovencev na Madžarskem, 1993. (COBISS)
- Feri Lainšček, Milivoj Miki Roš, Milan Vincetič, Srebrni breg = Srebrni brejg. Monošter, 1995. (COBISS) L.A II 3632
- Irena Barber, Živlenje je kratko: Pripovesti pa zgodbe. Zveza Slovencev na Madžarskem: Državna slovenska manjšinska samouprava, 1998. (COBISS)
- Jožef Gjuran, Življenje po prekmursko. Zbirka črtic. Lendava: Mit. 1999. (COBISS)
- Milan Vincetič, Šift v idini = Parnik v ajdi. Murska Sobota, 1999. (COBISS)
- Feri Lainšček, Mislice, 2000. (COBISS)
- Feri Lainšček, Pojep na dejdekovom biciklini. Murska Sobota, 2001. (COBISS)
- Milivoj Miki Roš, Škrat Babilon. Murska Sobota, 2002. (COBISS)
- Karel Holec, Andovske zgodbe = Andovske prpovejsti. Murska Sobota, 2003. (COBISS)
- Karolina Kolmanič, Njena razpoutja/Njena razpotja. Murska Sobota, 2004. (COBISS)
- Milivoj Miki Roš, Kako sem videl svet izpod mize = Kak san vido svejt spod stola. Murska Sobota, 2005. (COBISS) L.A II 4066/22
- Ernest Ružič, Pesem črnih mlak. Murska Sobota, 2006. (COBISS) (delno)
- Če klonkaš, sa ti opre, Življenjske zgodbe iz Porabja. Murska Sobota, 2007. (COBISS)
- Branko Pintarič, Kako so šli drvarit = Kak so šli v lejs trejbit: Prekmurska pravljica (2007).
- Miško Kranjec, Vstajenje. Murska Sobota, 2008. (COBISS)
- Miško Kranjec, Potnik pod večer, Narečna besedila 1925-1932, Franc-Franc Murska Sobota, 2008.
- Milan Vincetič, Pobeglo morje = Vujšlo mordje, 2009. (COBISS)
- Milan Vincetič, Lebdeča prikazen = Lebdejča prilika, 2014. (COBISS)
- Branko Šömen: Rakičanski breg = Monošterski brejg, 2016. (COBISS)
- Milan Vincetič, Luna na mesecu = Luna na mejseci, 2017. (COBISS)
- Milivoj Miki Roš, Železna zibelka = Železna zibeu, 2020. (COBISS)
- Dušan Mukič, Ljubljana skoz' moja očala = Ljubljana skaus aukole moje, 2022. (COBISS)
- Jelka Pšajd, Težko je bilo, a smo zdržali = Žmetno je bilau, depa smo zdržali, 2024 (COBISS)

#### Pravljice
- Karel Krajcar: Porabske ljudske pravljice/Rába menti szlovén népmesék. Budimpešta, 1990 (COBISS) L.A I 5022
- Dušan Rešek: Brezglavjeki, zgodbe iz Prekmurja,  Ljubljana Kmečki glas, 1995. (COBISS)
- Karel Krajcar: Kralič pa Lejpa Vida. Ljubljana Kmečki glas, 1996. (COBISS)
- Branko Pintarič, Kak so šli v lejs trejbit, 2007 (COBISS)

#### Poezija
- Dušan Mukič–Francek Mukič: Füčkaj, füčkaj, fantiček moj, Szombathely 2001. (COBISS)
- Dušan Mukič–Francek Mukič: Füčkaj, füčkaj, fantiček moj 2. Szombathely 2003. (COBISS)
- Feri Lainšček: Nigdar nèboš znala. Murska Sobota, 2007. (COBISS)
- Branko Pintarič: Kmični smej/Temni smeh, 2012 (COBISS)
- Tine Mlinarič: Vrètine dnìk, 2014 (COBISS)
- Tine Mlinarič: Vrétine, 2015 (COBISS)
- Peter Brenčič: Kam bomo odšli, 2018 (COBISS)
- Karel Turner: Zacumprani cimper, 2019 (COBISS)
- Branko Pintarič: Kuča moje matere, 2019 (COBISS)
- Feri Lainšček: Komi de ravnica bejla, 2019 (COBISS)

#### Časopisi, koledarji
- Porabje, časopis Slovencev na Madžarskem
- Porabski koledar (nekoč Slovenski koledar)

#### Nabožna dela
- Ludvik Novak: Na poti življenja, Evangeličanska cerkev v SRS 1969.
- Evangeličanska cerkvena pesmarica, Za Evangeličansko Cerkev AV v Sloveniji 1970.
- Lojze Kozar ml.: Hvalite Gospoda, Zveza Slovencev na Madžarskem 1994.
- Lojze Kozar ml.: Svete pesmi, Državna Slovenska Manjšinska Samouprava 1996.
- Ciril Kozar: Poslušajte vsi ljudje, Gornji Senik 2011. (COBISS)
- Bojan Zadravec: Prosi, pa dobiš! 2016. (COBISS)
- Štefan Küzmič: Nôvi zákon (posodobljena verzija Nouvega Zákona, revidiran po Evgenu Balažicu), Markišavci 2017.
- Evgen Balažic–Vojko Ivančič–Jana Kerčmar–Nikolaj Beer: Evangeličanska pesmarica, 2019. (COBISS)
- Akoš Dončec–Branko Pintarič–Vinko Škafar, Jezuš, tovariš moj. Mali katoliški molitvenik za slovensko lüdstvo med Mürof pa Rabof, 2022. (COBISS)

#### Publikacije
- Franc Temlin: Mali katechismus. Murska Sobota, 1986. (COBISS)
- Jožef Košič: Življenje Slovencev med Muro in Rabo, Budimpešta 1992. (preuredil je Vilko Novak) (COBISS)
- Štefan Küzmič: Nouvi Zákon ali Testamentom Goszpodna nasega Jezusa Krisztusa. Društvo Svetopisemska družba Slovenije, 1999. (COBISS)
- Avgust Pavel: Prekmurska slovenska slovnica/Vend nyelvtan, Zora 100. Bielsko-Biala, Budapest, Kansas, Maribor, Praha 2013. (COBISS)
- Mikloš Küzmič: Kniga molitvena, Murska Sobota 2013. (COBISS)
- Peter Kolar: Mála biblia z-kejpami, Murska Sobota 2013. (COBISS)
- Jožef Baša Miroslav: Pesmar veselga srca, 2014 (COBISS)
- Luther kalendari, Na 1920. présztopno leto. Za szlovenszki evangelicsanszki národ. Vö dáni po Kováts Stevani evang. dühovniki (faksimile), Murska Sobota 2020. (COBISS)
- A prekmurjei ágostai hitv. evang. egyházmegye 1922. évi február hó 2-án Murszka Szobotában tartott alakuló közgyülésének jegyzőkönyve = Napisznik od prekmurszke evangelicsanszke sinyorie 1922-toga leta február meszeca 2-ga dnéva v M. Szoboti drzsánoga osznovnoga gyülésa (faksimile), Murska Sobota 2022. (COBISS)
- Klaudija Sedar, Dramska izseljenska besedila v prekmurščini. Izbor dramskih besedil prekmurskih Slovencev v Bethlehemu v Pensilvaniji. Murska Sobota: Zavod Primoža Trubarja, 2023. (COBISS)

### Narečna književnost v Beneški Sloveniji

#### Romani
- Antoine de Saint-Exupéry: Te Mali Prïncip (Mali princ), prevod v rezijanščino, prev. Silvana Paletti in Malinka Pila.

#### Proza
- Naš božič: Beneška pastoralka. Trst: Kulturno društvo Rečan z Les, 1972. (COBISS)
- Renzo Garjup (Žnidarju), Giovanni Coren (Markiču), Ada Tomasetig (Trogarjova), ur. Lucia Trusgnach in Marina Cernetig, "V nebu luna plava". Lese, Grmek (Grimacco): Kulturno društvo "Rečan" = Circolo culturale, 2000. (COBISS)
- Aldo Klodič (Aldo Clodig), Pohod čez namišljeno črto. Rečan: Kulturno društvo = Circolo culturale, 2007. (COBISS) (spomini)
- Michelina Blasutig, An sviet besied --- šenkanih = Un coro di parole. 2007. (COBISS) (dokumentarno)
- Utekli so bogovi hiše. Čedad, 2010. (COBISS) V: Trinkov koledar
- Adriano Gariup, La luna e le lucciole = Luna an buskalce. Čedad, 2010. (COBISS)
- Piše Petar Matajurac / Izidor Predan-Dorič, Trst 1997 (COBISS)

#### Dramska besedila
- Marina Cernetig, Pa nič nie še umarlo (2007). Molière, Zdreu bunik (2003).
- Marco Martinig, Poletje gre h koncu: Komedija v dvieh dejanjih z učilan na koncu (2007).

### Tolminsko
- Jani Kutin: Bakalina velika: Arhivirano 2019-12-30 na Wayback Machine. Čudežni sviet, Mlada piesm, Žlied, Sajne, Biele wade, Sviet Krn, Človek in luna, Zadnji sprehod, 2019.

### Cerkljansko
- Ikebana in Domen Uršič: Wadda. Album poezije v cerkljanskem narečju. 2020 [cedejka].

### Idrijsko
- Lidija Kleindienst, Bam knapa vzela, bam zmerej vesela. Idrija: Bogataj, 2024. (COBISS)

### Brda
- Ludvik Zorzut

### Istra in Kras
- Marija Mijot, Souze jn smeh. Trst, 1962 (COBISS)
- Alferija Bržan, Čista voda. Triban: samozal., 1997. (COBISS)
- Alferija Bržan, Ud kapca du murja/Od kaplje do morja/Dalla goccia al mare. Koper: Libris, 2001. (COBISS)
- Nelda Štok Vojska, Pride vse en vse pasá: pesmi o Istri in njenih ljudeh. Marezige: samozal., 1999. (COBISS)
- Nelda Štok Vojska, Moja deštra Istra: o njenih ljudeh, lepotah, posebnostih. Marezige: samozal., 1998. (COBISS)
- Nelda Štok Vojska, Štórjice od straha: Strašljive prigode iz slovenske Istre. Merezige, 2010. (COBISS) L.A II 6358
- Danila Tuljak Bandi, Žrjavka pud papelon. Koper: Capris, društvo za oživljanje starega Kopra; Koštabona: Kulturno društvo "Alojz Kocjančič", 1999.(COBISS)

### Notranjska
- Jelo Klančar, Korenine: Spomini. Ljubljana, 1999. (COBISS) notranjsko
- Metod Turnšek, Domače stezice: Od Drave do Jadrana. Celje: MD, 2009. (COBISS)  L.A II 6109 ???
- Janez Petkovšek, Dober dan, besede - starke! Rovte, 2010. (COBISS) Phil II 3926

### Gorenjska
- Joža Bertoncelj, Kroparske zgodbe. Kropa, 2001. (COBISS) L.A II 4516
- Stanko Košir, S padstrèšnê: Iz podstrešja. Martuljek, 2008. (COBISS)
- Stanko Košir, Námara sma pa rès'n = Mogoče smo pa res. Martuljek, 2010. (COBISS), tudi cd; Košir ima tudi pravljice, ljudske reke, pregovore, slovar zg. savske doline itd.

### Koroška
- Harald Irnberger, Sieg in deutscher Nacht: Karntna Monolog. Celovec, 1978. (COBISS)
- Janko Messner, Vprašanja koroškega otroka. Celovec, 1985. (eno besedilo v narečju) (COBISS)
- Mirko Kumer - Črčej, Da bi sonce posijalo --- Celovec: MD, 2010. (COBISS) L.A II 6497

### Savinjska dolina
- Joža Vršnik, Preproste zgodbe s solčavskih planin. Celje, 2005. (COBISS) L.A I 6386
- Ervin Fritz, Savinjčanke: Pesmi v savinjski govorici, 2019. (COBISS)

### Roman v narečju Gorskega Kotarja
- Zlatko Pochobradsky, Vejš-(ne)vejn. Čabar, 2009. (COBISS) Narodopisje 183907

### Narečne pesemske knjige
- Radoslav Kostantin
- Miroslav Slana Miros, Prleške pesmi (1996) 38587137
- Marko Kočar, Železni vrelec: Prleške pesmi (1998), Kisla žüpa (2003), Venkraj: Radio sen si navrja te pa sen se polek drja (2008)
- Dani Rajh, Šaljive pesmi v slovenskogoriškem narečju: Sunce peče na žrjava lica (2000), Ka de štima rejs ta prava (2002), Klopoutec kleple prejk bregače (2005), Gda je bougec pamet tala (2010).
- Olga Antič, Pod lipoj: Pesmi f prleščini.
- Domen Uršič, Naivne besede iz Lukne, 2010. (spletna izdaja) (COBISS)
- Andreina Trusgnach, Luisam Battistig, Marina Cernetig, Aldo Clodig, Besiede tele zemlje: Proze in poezije v beneškem narečju (2003).
- Dopolni z deli: A. Černigoj, Janez Ramoveš, Silvo Fatur, Tone Klepar?, Jani? Dürnbek, Jure Toni, Alferia Bržan, Silvana Paletti, Silvio Domini (bizjaško narečje, Ronke) ...

### Literarna glasila
- Siga'čan Arhivirano 2011-05-01 na Wayback Machine. (KUD Cerkno, 1999-).